# جورج والش
جورج والش (انگلیسی: George Walsh؛ ۱۶ مارس ۱۸۸۹ – ۱۳ ژوئن ۱۹۸۱) یک هنرپیشه اهل ایالات متحده آمریکا بود.